# James Hilton
James Hilton (Leigh, Lancashire, 9 de setembre de 1900 - Long Beach, Califòrnia, 20 de desembre de 1954) va ser un novel·lista anglès, autor de diversos best-sellers, incloent Lost Horizon i Goodbye, Mr. Chips.

## Biografia
Nasqué a Leigh, Greater Manchester, James Hilton va ser educat a Leys School, Cambridge i el Christ's College, Cambridge. Hilton va escriure els seus dos llibres més recordats, Lost Horizon i Goodbye, Mr. Chips quan vivia a una casa Oak Hill Gardens, Woodford Green recorda. Es casà dues vegades i morí a Long Beach, Califòrnia.

## Obres de Hilton
- Catherine Herself, 1920
- Storm Passage, 1922
- The Passionate Year, 1924
- Dawn Of Reckoning (Rage In Heaven), 1925
- Meadows Of The Moon, 1926
- Terry, 1927
- The Silver Flame (Three Loves Had Margaret), 1928
- Murder at School (U.S. title: Was It Murder?), publicat sota el pen-name Glen Trevor, 1931
- And Now Goodbye, 1931
- Contango (Ill Wind), 1932
- Knight Without Armour (Without Armor), 1933
- Lost Horizon, 1933
- Goodbye, Mr. Chips, 1934
- We Are Not Alone, 1937
- To You, Mr Chips, 1938
- Random Harvest, 1941
- The Story Of Dr. Wassell, 1944
- So Well Remembered, 1945
- Nothing So Strange, 1947
- Twilight Of The Wise, 1949
- Morning Journey, 1951
- Time And Time Again, 1953

Diverses novel·les seves van ser adaptades al cinema entre elles Lost Horizon, Goodbye, Mr. Chips i The Story of Dr. Wassell (1944), protagonitzada per Gary Cooper.